# Paleta lui Narmer

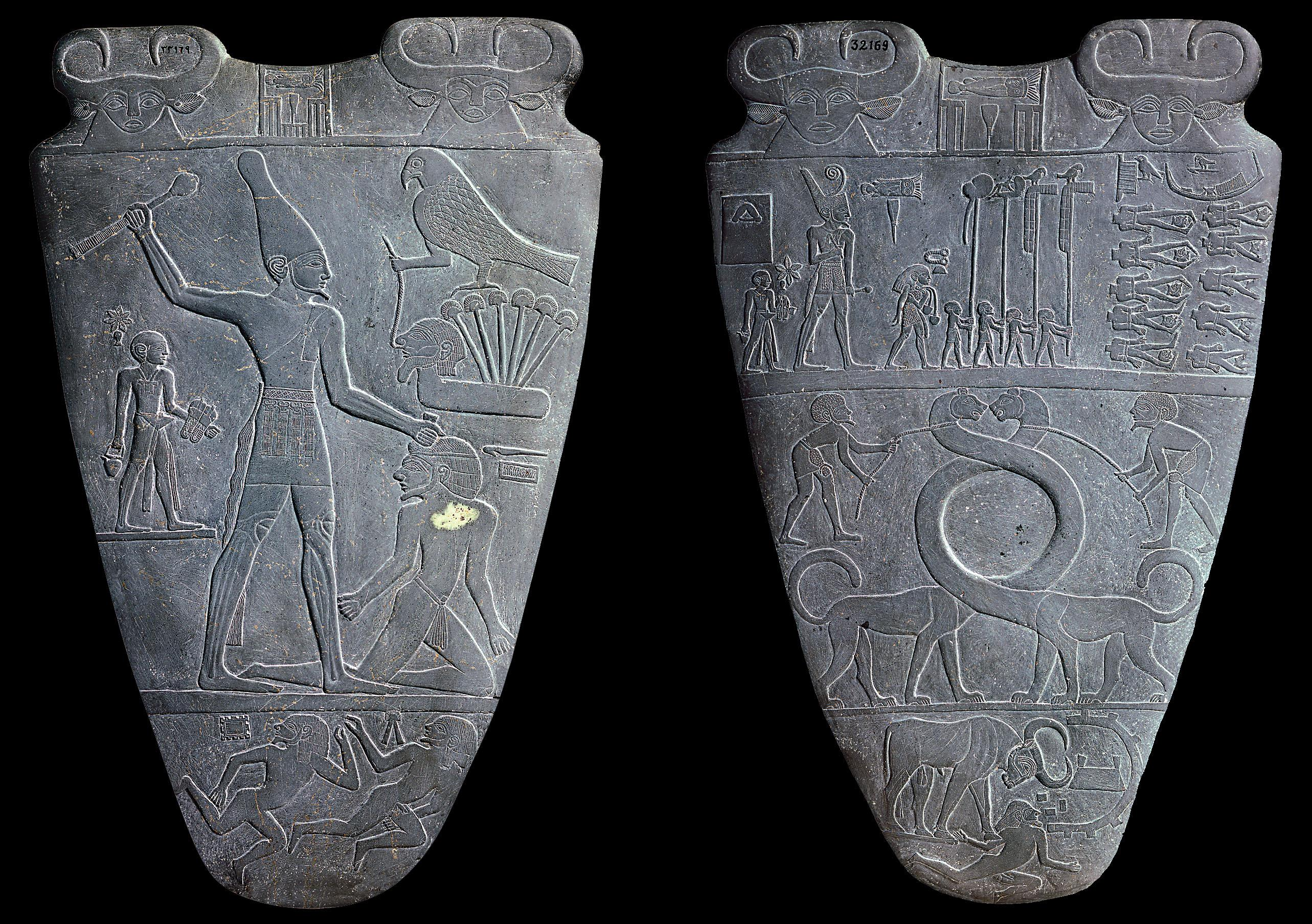
Ambele fețe ale Paletei lui Narmer

Paleta lui Narmer (cunoscută și ca Marea paleta Hierakonpolis; în arabă: لوحة نارمر) este un artefact egiptean antic important, datând din secolul al XXXI-lea î.e.n.. Acesta conține unele dintre cele mai vechi inscripții cu hieroglife egiptene.

## În cultura populară
Paleta lui Narmer este prezentată în filmul "Cei ce veghează" (Watchmen) din 2009. Autorul australian Jackie French a folosit paleta și cercetări recente în rutele comerciale sumeriene, pentru a-și crea romanul istoric Pharaoh (2007). Paleta este prezentată în scurta poveste a artistului manga Yukinobu Hoshino "Templul lui El Alamein". Paleta este de asemenea prezentată în Cronicile Kane de Rick Riordan, unde paleta reală este preluată de un servitor magician shwabati în loc de o singură imagine pentru groaza totală a lui Carter. În versiunea lansată de Ubisoft în anul 2017 de Assassins Creed: Origins, Paleta este un element de căutare și un punct de parcurgere minuscul spre sfârșitul istoriei questurilor principale.

## Legături externe
- Good images of Narmer Palette Scroll down to the drawing of the Palette and take the link to the photographs published by Francesco Rafaele.
- The Narmer Palette: The victorious king of the south
- Narmer Palette (weber.ucsd.edu)
- Narmer Palette (ancient-egypt.org)
- Corpus of Egyptian Late Predynastic Palettes Arhivat în 21 ianuarie 2018, la Wayback Machine. Images of more than fifty such palettes with various motifs
- Narmer Catalog (Narmer Palette) Arhivat în 22 septembrie 2017, la Wayback Machine.

1. ↑  https://beckchris.wordpress.com/visual-arts/art-history-101-part-ia-prehistoric-era-399-ce/ Make Lists, Not War Verificați valoarea |url= (ajutor)
2. ↑  The Global Egyptian Museum | JE 32169 (în engleză), accesat în 24 iunie 2024